# Ушканьи острова
Ушка́ньи острова́ (бур. Ушкаан аралнууд) — группа островов в средней части озера Байкал в Баргузинском районе Бурятии.

## Описание
Небольшой архипелаг со скалистыми берегами, площадью 9,8 км², расположен в средней части озера Байкал, в 8 км (о. Долгий) к северо-западу от полуострова Святой Нос. Представляет собой вершины подводного Ушканьего порога или Академического хребта.
Острова входят в состав Забайкальского национального парка. Для посещения архипелага требуется разрешение на высадку. На Большом Ушканьем острове находился единственный населённый пункт — посёлок Ушканьи Острова, упразднённый в 2023 году.
Острова сложены, главным образом, древними докембрийскими кристаллическими известняками. Покрыты лиственничным лесом. На берегах — лежбища байкальской нерпы. Наиболее крупное из них находится на западном берегу острова Тонкий — до 2000 особей.
В состав архипелага входят 4 острова:
|   | остров          | площадь (км²) | длина (км) | ширина (км) | высота над уровнем Байкала (м) | высота н. у. м. (м) |
| - | --------------- | ------------- | ---------- | ----------- | ------------------------------ | ------------------- |
| 1 | Большой Ушканий | 9,4           | 4,2        | 2,5         | 215                            | 671                 |
| 2 | Тонкий          | ~0,2          | 1,2        | 0,05—0,4    | 17                             | 474                 |
| 3 | Долгий          | ~0,1          | 0,5        | —           | —                              | —                   |
| 4 | Круглый         | >0,1          | 0,42       | 0,28        | —                              | —                   |

## Галерея

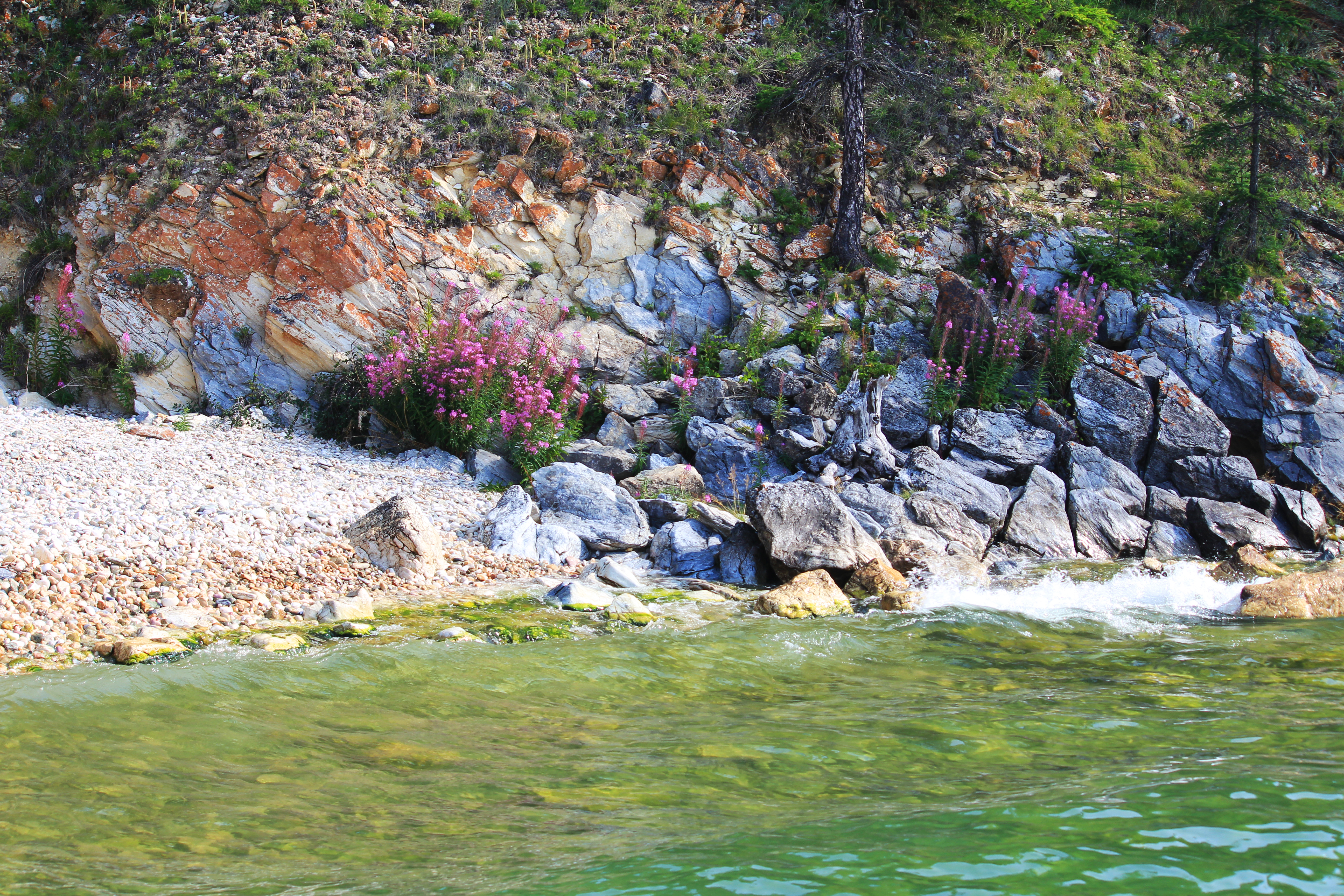
Побережье острова
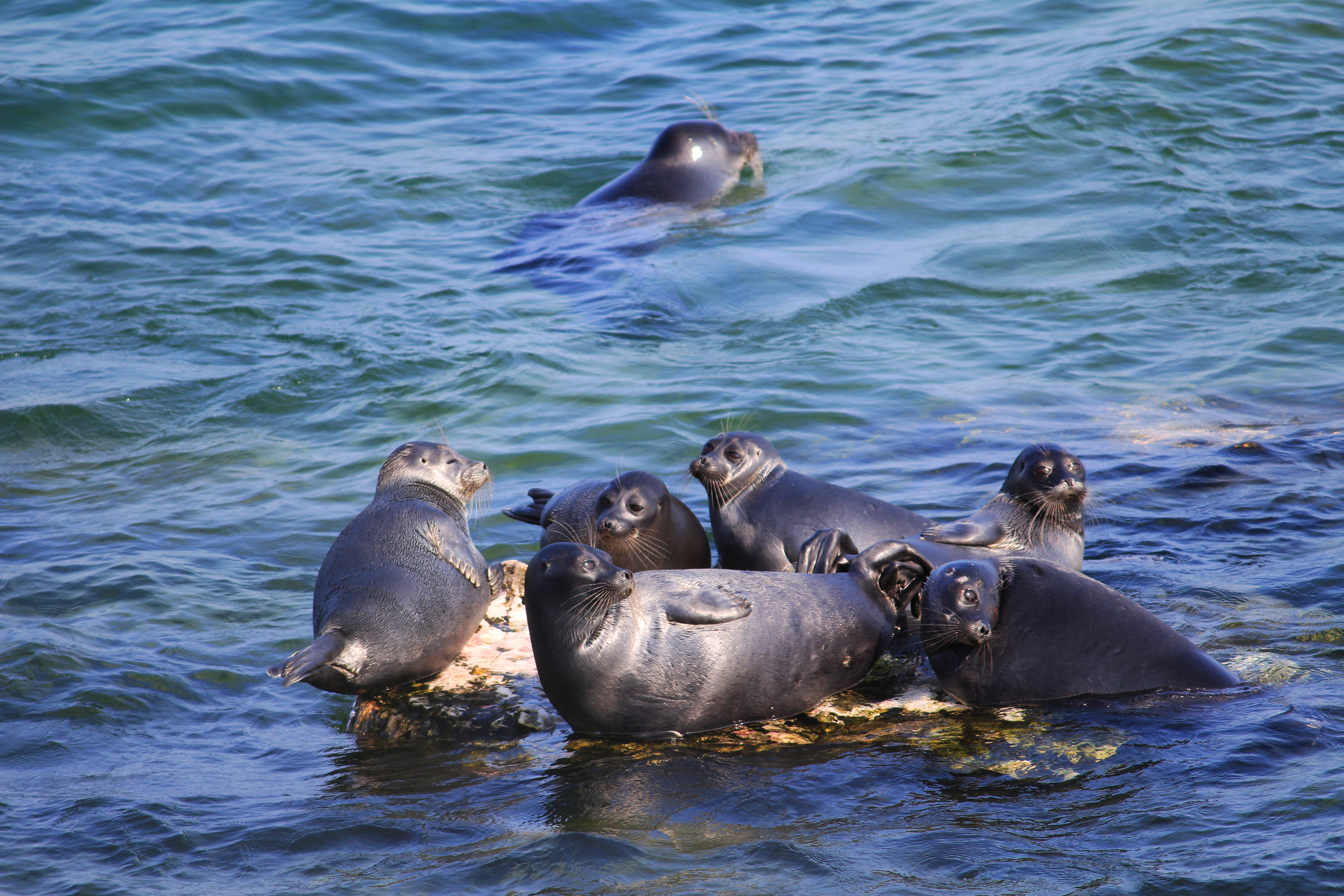
Байкальская нерпа — хозяйка Ушканьих островов
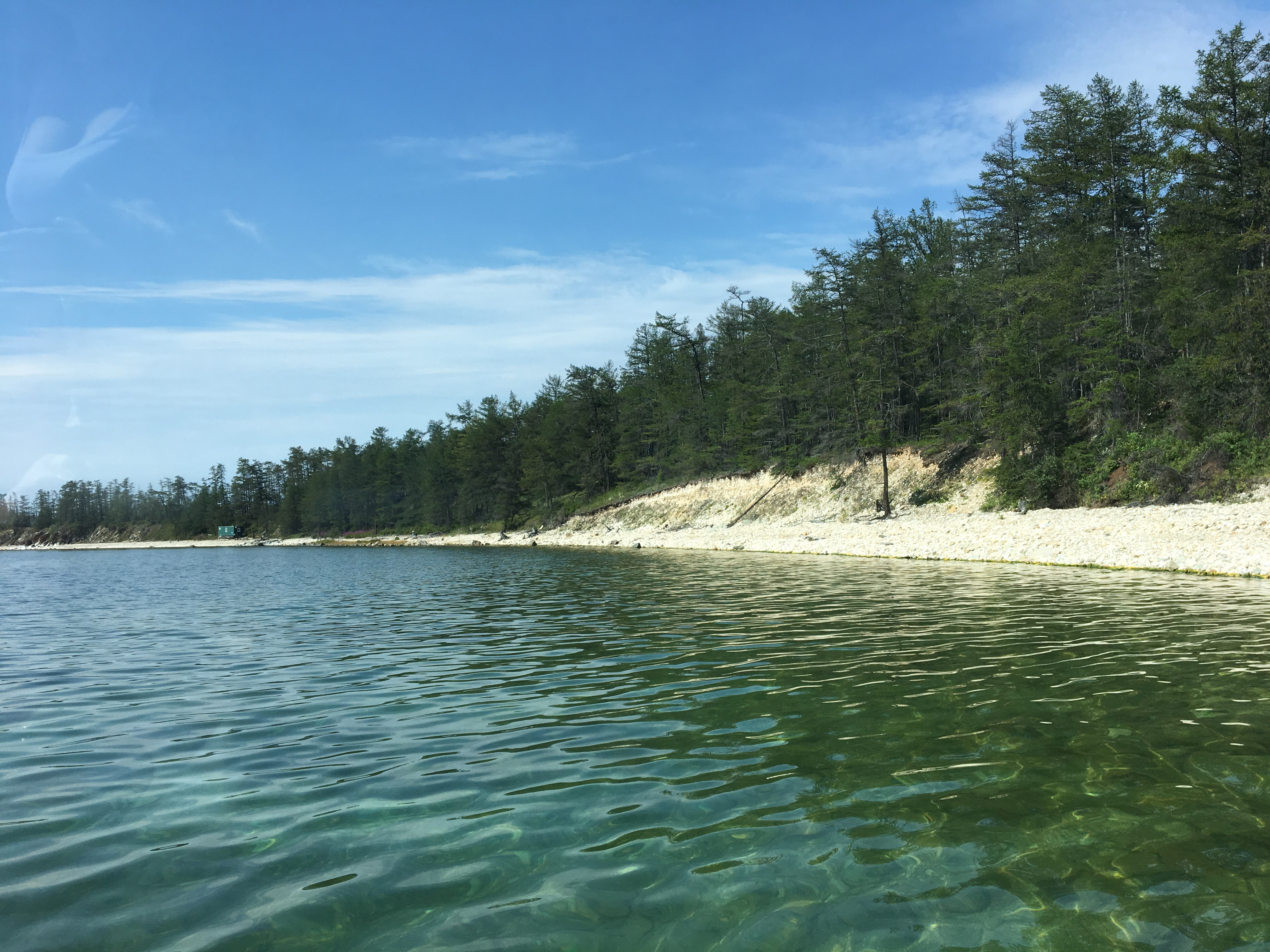
Береговая линия